# V533 Геркулеса
V533 Геркулеса (лат. V533 Herculis) — новая звезда*, двойная катаклизмическая переменная звезда (NA) в созвездии Геркулеса на расстоянии приблизительно 3930 световых лет (около 1205 парсек) от Солнца. Видимая звёздная величина звезды — от +16,2m до +3m. Орбитальный период — около 0,1471 суток (3,53 часа)*.
Вспышка произошла в феврале 1963 года, открыта Дальгреном в 1963 году.

## Характеристики
Первый компонент — аккрецирующий белый карлик спектрального класса pec(Nova). Масса — около 0,95 солнечной. Эффективная температура — около 9551 K.
Второй компонент — красный карлик спектрального класса M. Масса — в среднем около 0,45 солнечной*.